# 문정인 (축구 선수)
문정인(文正仁, 1998년 3월 16일~)는 대한민국의 축구 선수로, 포지션은 골키퍼다. 현재 K리그1 울산 HD 소속이다.

## 클럽 경력
2017년 울산 현대에 우선지명으로 입단했다. 2019년 AFC 챔피언스리그에서 처음 선발로 나서며 데뷔전을 치렀으다.
2020 시즌을 앞두고 K리그2의 서울 이랜드로 임대 이적하여 리그 1경기와 FA컵 1경기에 출전해 각각 클린시트와 2실점을 기록했다.
2021 시즌을 앞두고 서울 이랜드로 완전이적했다.
여름 이적 시장에서 FC 목포로 임대 이적했다.
2023년 3월 11일에 열린 전남 드래곤즈와의 K리그2 3라운드에서 서울 이랜드에서의 데뷔전을 치렀다.
2025년 1월 3일에 김주환과 트레이드를 통해 5년 만에 울산으로 복귀하였다.

## 국가대표팀 경력
2016년 AFC U-19 챔피언십에 참가하였다.

## 수상

### 개인
- 2016년 아디다스 K리그 주니어 전기리그 최우수선수상

### 클럽

#### 울산 HD
- FA컵
  - 우승 : 2017